# 카렌 콘다지안

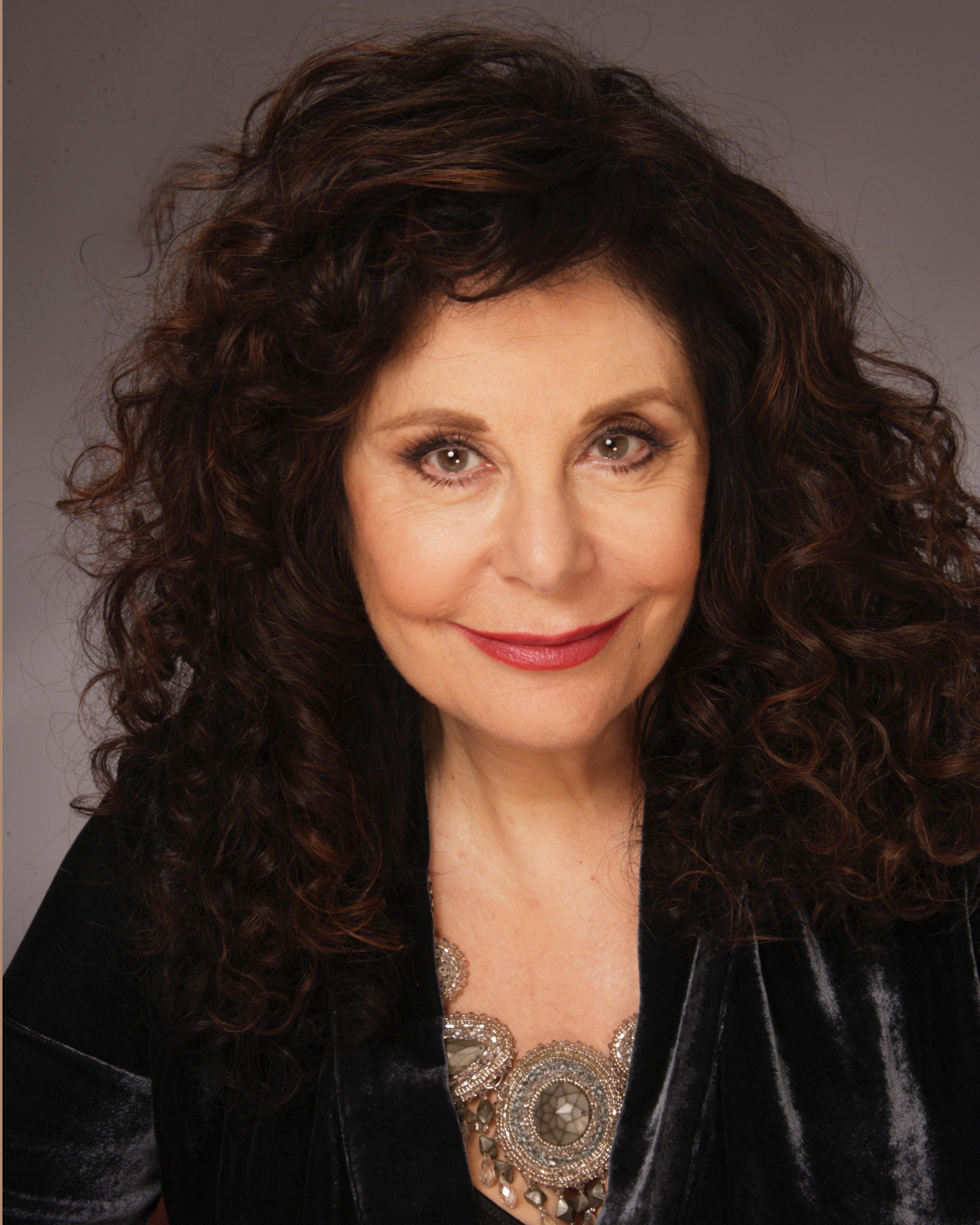

카렌 콘다지안(Karen Kondazian, 1950년 1월 27일 ~ )은 미국의 배우, 소설가, 텔레비전 배우, 영화배우이다.
뉴턴에서 태어났다.

## 영화
- 더 블루 아워 (2007년)
- 제임스 딘(영어판) (2001년)
- 코브라 (1986년)
- 죠르지오의 사랑 (1982년)